# Thomas Nisslmüller
Thomas Nisslmüller (* 11. Oktober 1964 in Worms) ist ein deutscher Theologe und Medien-/Kommunikationswissenschaftler.

## Leben
Nach dem theologischen Studium in London, Mainz und Hamburg sowie der Promotion an der Johannes Gutenberg-Universität Mainz (1995) war er zunächst Lektor beim R. Brockhaus Verlag in Wuppertal, dann Pastor im Ruhrgebiet (Dortmund-Hörde, von 1996 bis 2002). In dieser Zeit nahm er diverse Lehraufträge an der Universität Dortmund sowie an der privaten Universität Witten/Herdecke wahr, lehrte ferner temporär als Dozent am Moskauer Bibelinstitut (mit Guest lecture an der Lomonossow-Universität) sowie in Bulgarien.
Nach seinem Executive MBA-Studium an der Universität St. Gallen, an der University of California Berkeley sowie am Centre Universitaire in Luxemburg (2002) unterrichtete er 2003 und 2004 als Visiting Professor an der School of Economics and Business Administration (SEBA) des Saint Mary’s College of California (Moraga, USA) das Fach Business Ethics.
Von 2004 bis 2005 war er als erster deutscher Radiomoderator für BBN tätig (Bible Broadcasting Network, Charlotte, North Carolina, USA). Daneben arbeitete er während dieser Zeit als Pfarrer der Deutschen Kirche in Charlotte sowie als Fußballtrainer beim Charlotte Soccer Club. 2006 erfolgte die Habilitation an der Technischen Universität Dortmund zum Thema „Homo audiens“, wo er seitdem als Privatdozent lehrte. 2011 nahm er an der TU Dortmund eine Vertretungsprofessur wahr. Im Februar 2014 erfolgte die Umhabilitierung aus NRW nach Rheinland-Pfalz an die Johannes Gutenberg-Universität Mainz, wo er seitdem als Privatdozent am Seminar für Praktische Theologie lehrt.
Seit 2006 begleitet er als Studienberater der Bildungsberatung Töchter und Söhne (Educational Consultants) junge Menschen bei ihrer Entscheidung für Bachelor-/Masterstudiengänge für deutsche und internationale Studienkarrieren. Daneben nahm er kürzere Lehrengagements an der European Business School (Wiesbaden) wahr. Als externer Prüfer wirkt er seit 2007 bei Aufnahmeverfahren an Privatuniversitäten mit.
Nisslmüllers Veröffentlichungen widmen sich vor allem theologisch-interdisziplinären Themen: Wirtschaftsethik, Medientheorie, auditive und Rezeptions-Ästhetik, Lifestyle und Hermeneutik.
Die Theorie der auditiven Ästhetik und der inneren Hör-Bühne, die er in seiner Habilitationsschrift entfaltet hat, fand über die Grenzen der Theologie hinweg Anklang. Vor allem seine in dieser Schrift entfalteten 95 Hörmodi (auditive Dispositive beim Hör-Akt) haben angeblich Resonanz in und jenseits der theologischen Forschung erfahren.
Nisslmüller lebt bei Wiesbaden und ist ein  Konferenz- und Vortragsredner. Er tritt zudem mit dem Musiker Jonathan Böttcher im Rahmen des Bühnenprogramms „Alles hat seine Zeit“ auf.